# 派恩瓦利 (紐約州)
派恩瓦利（英語：Pine Valley）是位於美國紐約州希芒縣的普查規定居民點。

## 人口
根據2020年美國人口普查的數據，派恩瓦利的面積為3.15平方千米，當中陸地面積為3.12平方千米，而水域面積為0.03平方千米。當地共有人口832人，而人口密度為每平方千米264.13人。